# Skytte vid olympiska sommarspelen 1968
De olympiska tävlingarna i skytte 1968 avgjordes mellan den 18 och 23 oktober i Mexico City. 351 deltagare från 62 länder tävlade i sju grenar. Två större förändringar skedde i det olympiska skyttet 1968, den nya grenen skeetskytte lades till på programmet och tävlingarna var för första gången även öppna för kvinnor.

## Medaljörer
| Gren                                        | Guld                           | Silver                        | Brons                              |
| Snabbpistol Detaljer...                     | Józef Zapędzki Polen           | Marcel Roşca Rumänien         | Renart Sulejmanov Sovjetunionen    |
| Fripistol Detaljer...                       | Grigorij Kosych Sovjetunionen  | Heinz Mertel Västtyskland     | Harald Vollmar Östtyskland         |
| 300 meter gevär, tre positioner Detaljer... | Gary Anderson USA              | Valentin Kornev Sovjetunionen | Kurt Müller Schweiz                |
| 50 meter gevär, tre positioner Detaljer...  | Bernd Klingner Västtyskland    | John Writer USA               | Vitalij Parchimovitj Sovjetunionen |
| 50 meter gevär, liggande Detaljer...        | Jan Kůrka Tjeckoslovakien      | László Hammerl Ungern         | Ian Ballinger Nya Zeeland          |
| Trap Detaljer...                            | Bob Braithwaite Storbritannien | Thomas Garrigus USA           | Kurt Czekalla Östtyskland          |
| Skeet Detaljer...                           | Jevgenij Petrov Sovjetunionen  | Romano Garagnani Italien      | Konrad Wirnhier Västtyskland       |

## Medaljtabell
| Pl.    | Nation          | Guld | Silver | Brons | Totalt |
| ------ | --------------- | ---- | ------ | ----- | ------ |
| 1      | Sovjetunionen   | 2    | 1      | 2     | 5      |
| 2      | USA             | 1    | 2      | 0     | 3      |
| 3      | Västtyskland    | 1    | 1      | 1     | 3      |
| 4      | Polen           | 1    | 0      | 0     | 1      |
| 4      | Storbritannien  | 1    | 0      | 0     | 1      |
| 4      | Tjeckoslovakien | 1    | 0      | 0     | 1      |
| 7      | Italien         | 0    | 1      | 0     | 1      |
| 7      | Rumänien        | 0    | 1      | 0     | 1      |
| 7      | Ungern          | 0    | 1      | 0     | 1      |
| 10     | Östtyskland     | 0    | 0      | 2     | 2      |
| 11     | Nya Zeeland     | 0    | 0      | 1     | 1      |
| 11     | Schweiz         | 0    | 0      | 1     | 1      |
| Totalt | Totalt          | 7    | 7      | 7     | 21     |